# Nomada africana
Nomada africana är en biart som beskrevs av Heinrich Friese 1911. Nomada africana ingår i släktet gökbin, och familjen långtungebin. Inga underarter finns listade i Catalogue of Life.